# 五岳庙 (襄城县)
五岳庙，是一座道教庙宇，位于河南省襄城县丁营乡的柏宁岗（又称百牛岗，俗称“百灵岗”），在县城西南方向20公里。目前占地60余亩，建筑面积22700平方米，庙舍170余间，大小殿堂计25座，占地60余亩，常住道众70余人。

## 简介
五岳庙传说由葛洪创建，初建于晋，规模于唐宋，到明代达到鼎盛。是中国唯一的全神庙，供奉道教所有神仙；甚至，还以“一道化三教”、“三教合一”的宗旨，涵盖儒、释、道三教的圣、佛、神。

## 建筑布局
五岳庙建筑布置分前中后三部分，前为山门，中部是五岳宝殿，后有三清楼。庙院内，大院套小院，院间有通道连通，殿堂之间有拱廊相通。目前占地60余亩，建筑面积22700平方米，庙舍170余间，大小殿堂计25座，占地60余亩，常住道众70余人。庙内有王羲之、黄庭坚、郑板桥等名家书法的石刻碑。

## 民俗活动
每年农历三月初三，及每月初一、十五举办传统庙会，庙内道众举行大型道场活动，香客许愿还愿，庙外商家举办各类产品、日用百货的交易会。